# Dickbuch
Dickbuch ist eine Ortschaft der Gemeinde Elgg im Bezirk Winterthur im Kanton Zürich, Schweiz. Vor der Fusion der Gemeinden Elgg und Hofstetten am 31. Dezember 2017 gehörte sie zu Letzterer.

## Geographie
Dickbuch liegt etwas oberhalb von Elgg im Eulachtal am Geitberg. Es grenzt an die Dörfer Elgg, Elsau und Hofstetten.
Via Dorfstrasse gelangt man schnell zur starkbefahrenen St. Gallerstrasse, die ins Gemeindezentrum Elgg führt. Im Gegensatz zu Hofstetten kann Dickbuch nicht mit dem öffentlichen Verkehr erreicht werden. Die nächstgelegenen Haltestellen sind die Bahnhöfe Elgg und Schottikon, die von der S 12 (Brugg AG – Zürich HB – Winterthur – Wil SG) und der S 35  (Winterthur – Elgg – Wil SG) der Zürcher S-Bahn bedient werden.
Das Ortsbild ist geprägt von alten Riegelbauten und Bauernhäusern.

## Geschichte
Dickbuch wird erstmals im Jahre 805 als Dichipohc erwähnt, was «Buchengehölz des Dicho» bedeutet.
1883 wurde der örtliche Schützenverein Dickbuch gegründet. 1965 erstellte dieser zusammen mit der Dorfbevölkerung ein Dorfwappen.
1884 stellte die Zivilgemeinde Dickbuch erfolglos einen Antrag an den Regierungsrat auf Loslösung von der Gemeinde Hofstetten und den Anschluss an die damals noch existierende Gemeinde Schottikon.
Dickbuch gehörte bis Ende 2017 zur politischen Gemeinde Hofstetten. Die Gebäudeadressen in Dickbuch lauteten damals noch Dickbuch 482 (Versicherungsnummer), 8354 Hofstetten ZH. Mit der Fusion mit Elgg wurden die neue Ortschaft 8354 Dickbuch geschaffen und Strassennamen vergeben. Somit war die Gemeinde Hofstetten ZH die letzte im Kanton Zürich, die keine Strassennamen führte.